# By the Stream
By the Stream (en hangul, 수유천; romanización revisada, Suyucheon) es una película surcoreana escrita, producida y dirigida por Hong Sang-soo. Se estrenó el 16 de agosto de 2024 en el 77.º Festival Internacional de Cine de Locarno, donde fue premiada la interpretación de la protagonista Kim Min-hee. El 18 de septiembre se estrenó en Corea del Sur.

## Sinopsis
Jeo-nim es una tímida y solitaria profesora de arte en una universidad femenina de Seúl, que se reencuentra después de varios años con su tío Chu Si-eon, un antiguo actor y director de prestigio que ahora se dedica a gestionar una librería en la cercana ciudad de Gangneung, y que hace tiempo está peleado con su hermana, la madre de Jeo-nim. En el festival anual de teatro de la universidad donde ella enseña hay una situación de emergencia, porque el director de una obra que iba a representarse ha sido expulsado tras el escándalo que se originó al saberse que estaba implicado en relaciones con tres de las estudiantes-actrices de la compañía. Jeonim le pide a su tío que escriba y desarrolle en apenas diez días una pieza breve para las cuatro actrices que quedan. Él accede en lo que es una especie de revancha, porque cuarenta años atrás, siendo estudiante universitario, ya había intentado montar una obra teatro allí mismo. Por otra parte, la supervisora, amiga y protectora de Jeo-nim, Jeong, es una admiradora de Si-eon, y ambos comienzan a sentir atracción mutua, para consternación de aquella.

## Reparto

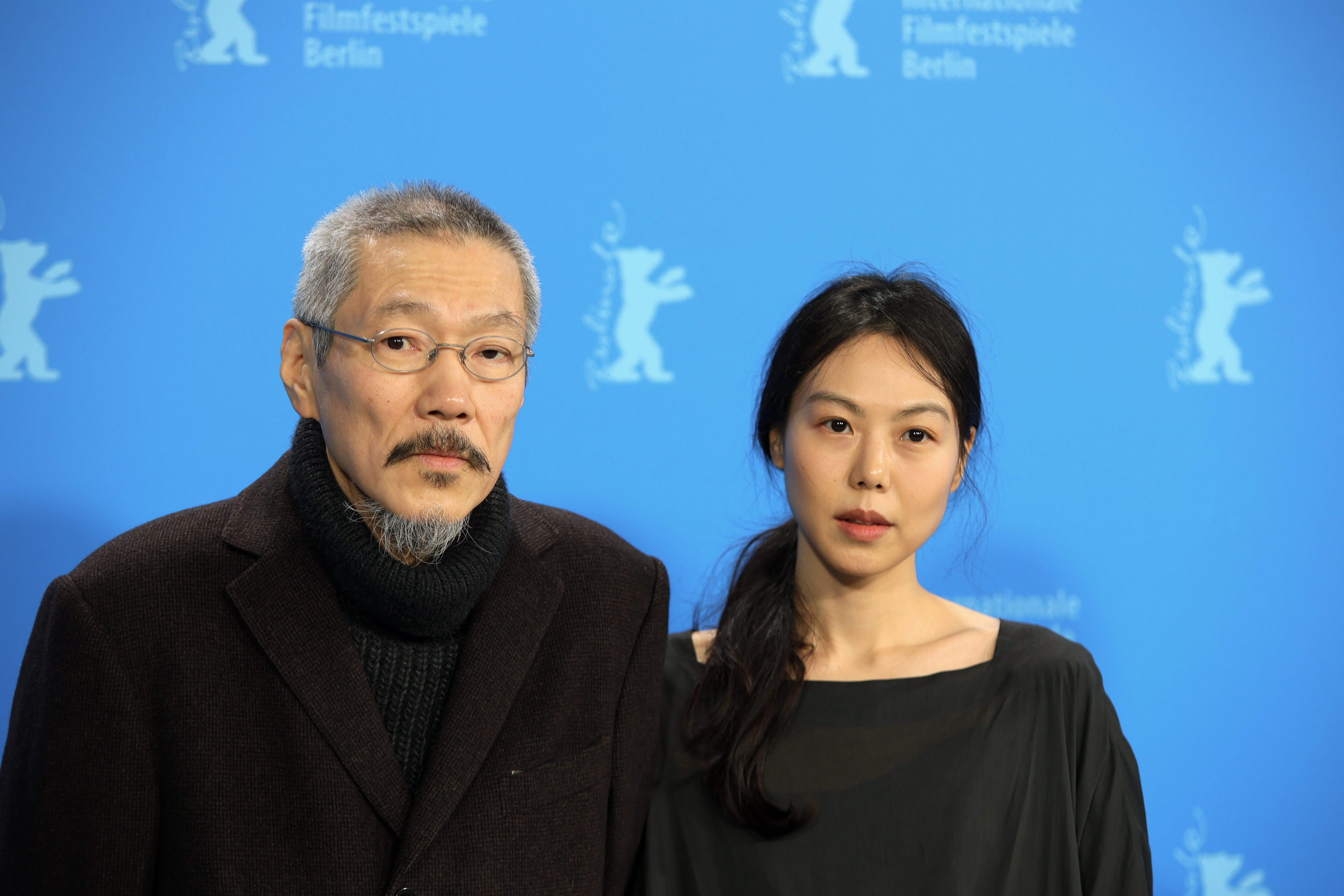
Hong Sang-soo y Kim Min-hee en 2022

- Kim Min-hee como Jeo-nim, una profesora universitaria de arte.[3]
- Kwon Hae-hyo como Chu Si-eon, un exactor convertido en dueño de una librería.[4]
- Jo Yoon-hee como Jeong, la jefa de Jeo-nim.[4]
- Ha Seong-guk.
- Kang So-yi.
- Park Hanbitnara.
- Oh Yoon-soo.
- Park Mi-so.
- Lee Kyoung-min.
- Han Nu-ri.
- Kim Sun-jin.

## Producción
By the Stream es el trigésimo segundo filme del director Hong Sang-hoo. Como es habitual en el modo de trabajo de Hong, este iba escribiendo el guion poco antes del rodaje, pero si antes lo hacía el mismo día, por la mañana temprano, ahora escribía el día anterior al del rodaje; después de este, por la tarde, montaba lo que había hecho; al día siguiente descansaba, volvía a escribir otras cuatro o cinco escenas y así continuaba este proceso. Rodaje y montaje son, pues, casi simultáneos, y en este se aprovecha casi todo lo rodado. En general, los filmes de Hong se ruedan en siete u ocho días. Sobre el tema de la película Hong declaró: «no comienzo con un tema o un mensaje. Es como el camino específico que el personaje principal, que acepto, va a la escuela y regresa a casa. Además, están las características de otros personajes, ciertas ubicaciones y el clima que el cielo permite ese día. Estos tres elementos son "datos" en los que me permito pensar. Es un método muy extraño. Pero cuanto más claras son tus intenciones, más muerto se vuelve todo».

## Estreno y recepción
By the Stream se estrenó el 16 de agosto de 2024 dentro de la sección Concorso Internazionale del 77.º Festival de Cine de Locarno. En él Kim Min-hee obtuvo el Pardo, premio a la mejor interpretación tanto masculina como femenina. Más adelante, entre septiembre y octubre, se exhibió en los festivales de cine de Toronto y de Nueva York.
Su estreno en sala llegó el 18 de septiembre en Corea del Sur. La respuesta del público fue de desinterés, si se consideran las cifras de espectadores: según datos recogidos por la red KOFIC, a 21 de septiembre solo había vendido 2964 entradas. Más allá de su carácter de cine artístico e independiente, un motivo que se señala para explicar este escaso eco es la consideración negativa que muchos siguen haciendo de la relación entre el director Hong, que aún no ha logrado obtener el divorcio de su mujer, y la actriz Kim Min-hee. La última película comercial de esta fue La doncella, de Park Chan-wook, en 2016; desde entonces ha trabajado exclusivamente con Hong.
Al 18 de octubre de 2024 la película se había proyectado en 79 pantallas para 6966 espectadores, que dejaron una taquilla de 47 416 dólares, quedando fuera de las primeras cincuenta producciones nacionales más taquilleras del año.

### Crítica
Diego Batlle (Otros Cines) puntúa la película con cuatro de cinco estrellas, y la presenta como una de las mejores de los últimos tiempos del maestro coreano. Aunque la estructura es la habitual, no lo son los temas que aborda, «desde el proceso creativo para desarrollar una obra de teatro, una historia de amor entre veteranos, la soledad generalizada, las secuelas de un alcoholismo cada vez más extendido en la sociedad y hasta la cuestión de la cancelación cultural en tiempos de corrección política». Batlle concluye escribiendo que es «un film inusualmente intenso y profundo para el espíritu del último Hong, que aquí sale por suerte de cierto “piloto automático”, del desgano de narraciones un poco cansinas que se adivinaban en sus trabajos previos. El maestro está de vuelta en todo su esplendor».
Guy Lodge (Variety) escribe que con respecto a las anteriores de Hong esta película es «más difusa y elusiva como estudio de personajes, demasiado, probablemente, para ganar muchos adeptos del cine independiente. Sin embargo, los leales al director estarán encantados con la vena romántica despreocupada de la película y un par de actuaciones ligeras y ágiles de los miembros habituales de Hong, Kwon Hae-hyo y Kim Min-hee». La narración está basada en miradas y pausas, típicamente ante una mesa de comida, con algunos inesperados desbordamientos emocionales: «este tipo de tierno sentimentalismo no es habitual en Hong, un cineasta cuya plantilla esencial de largometraje puede estar cerca de la autoparodia en su consistencia, pero permite un espectro fluido y en constante expansión de estados de ánimo, sentimientos y debilidades».
Kurt Halfyard (Screen Anarchy) considera el filme como el mejor punto de entrada en el mundo cinematográfico de Hong. Uno de los elementos que muestra en él son «las expectativas y el comportamiento en las distintas etapas de una carrera en las artes, desde el principio (los estudiantes), el medio (Jeonim) y el final (Chu Sieon, Jeong). Cómo cualquier nivel de éxito ofrece oportunidades de devolver algo a la comunidad, que impulsó a tantos estudiantes hacia su futuro, durante esos años ansiosos y confusos». Según Halfyard, Hong parece que puede querer «introducir de manera secreta una cartilla sobre cómo prestar atención a los detalles de su tipo de realización cinematográfica. Los pequeños cambios en el tono de voz, el lenguaje corporal y las miradas». Así, cuando Chu Sieon indica a las estudiantes cómo sentarse y actuar en el sketch dentro de la obra, parece estar dirigiéndose también al propio público del filme de Hong.
Kim So-hee (Cine 21) llama la atención sobre la presencia en esta película de un aspecto que nunca había aparecido más que con la forma de indicios y símbolos en la obra de Hong: la política. En By the Stream, por el contrario, puede notarse en varias ocasiones; por ejemplo, la causa de la ruptura entre Si-eon y su hermana mayor es que una vez esta le preguntó en una reunión familiar si era rojo. Este término, «utilizado para identificar y aludir a los comunistas, es una palabra que revela descaradamente el miedo y el rechazo de quienes viven en una Corea dividida». El mismo Si-eon es un artista que sufrió dificultades después de acabar en la lista negra, y el período de cuarenta años que separa el presente de la primera escritura del texto dramático evoca la época del movimiento de democratización de Gwangju y su sangrienta represión.

## Premios y nominaciones
| Año  | Premios                                   | Categoría                          | Candidato     | Resultado | Ref.                |
| ---- | ----------------------------------------- | ---------------------------------- | ------------- | --------- | ------------------- |
| 2024 | Festival Internacional de Cine de Locarno | Leopardo dorado                    | By the Stream | Nominada  |                     |
| 2024 | Festival Internacional de Cine de Locarno | Leopardo a la mejor interpretación | Kim Min Hee   | Ganadora  | [ 16 ] [ 7 ] [ 17 ] |